# قاباق (ألاداغ)
قاباق (بالفارسية: قاپاق) هي قرية تقع في إيران في قسم ألاداغ الريفي. يقدر عدد سكانها بـ 169 نسمة بحسب إحصاء 2016.